# Сандра Гасер
Сандра Гасер (Берн, 27. јул 1962) била је швајцарска атлетичарка, која се такмичила у трчању на средњим стазама. Највише успеха имала је у трци на 1.500 м. Актеуелна је (крај 2014) национална рекордека у три дисциплине: 800 и 1.000 м на отвореном и 1.500 м у дворани и сви су стари између 21. до 27. година

## Биографија
Након Светског первенства 1987. где је освојила треће место на 1.500 метара, Сандра Гасер је дисквалификована јер је допинг тесту била позитиван на анаболичке стероиде. По одлуци ИААФ суспендована на две године 1987—1989. После двогодишњег забране она поново улази у светску елиту и осваја сребрну медаљу на Еврпском дворанском првенству 1990, а исте године бронзану на Европском првенству на отвореном у Сплиту и на Стветско првенству у дворани 1993. иако је у финалној трци пала пре циља.

## Значајнији резултати
| Датум                     | Такмичење                    | Место                         | Пласман                   | Дисциплина                | Резултат                  |
| Представљајући Швајцарску | Представљајући Швајцарску    | Представљајући Швајцарску     | Представљајући Швајцарску | Представљајући Швајцарску | Представљајући Швајцарску |
| ------------------------- | ---------------------------- | ----------------------------- | ------------------------- | ------------------------- | ------------------------- |
| 1984                      | Европско првенство у дворани | Гетеборг, Шведска             |                           | 1.500 м                   | 4:11,70                   |
| 1987                      | Светско првенство у дворани  | Индијанаполис, САД            | 6.                        | 1.500 м                   | 4:09,89                   |
| 1987                      | Европско првенство у дворани | Лијевен, Француска            |                           | 1.500 м                   | 4:08,76                   |
| 1987                      | Светско првенство            | Рим, Италија                  | Диск.                     | 1.500 м                   | 3:59,06                   |
| 1990                      | Европско првенство у дворани | Глазгов, Уједињено Краљевство |                           | 1.500 м                   | 4:10,83                   |
| 1990                      | Европско првенство           | Сплит, Југославија            |                           | 1.500 м                   | 4:08,89                   |
| 1990                      | Финале Гран при              | Атина, Грчка                  | 1.                        | 1.500 м                   | 4:06,11                   |
| 1993                      | Светско првенство у дворани  | Торонто, Канада               |                           | 1.500 м                   | 4:10,99                   |
| 1993                      | Светско првенство            | Штутгарт, Немачка             | 15.                       | 1.500 м                   | 4:11,75                   |

## Лични рекорди
| Дисциплина   | Резултат     | Датум            | Место                         |
| на отвореном | на отвореном | на отвореном     | на отвореном                  |
| ------------ | ------------ | ---------------- | ----------------------------- |
| 100 м        | 12,40        | 5. јул 2005.     | Лозана, Швајцарска            |
| 800 м        | 1:58,90 НР   | 21. август 1987. | Берлин, Источна Немачка       |
| 1.000 м      | 2:31,51 НР   | 23. јун 2007.    | Херез де ла Фронтера, Шпанија |
| 1.500 м      | 4:01,10      | 4. јул 1987.     | Осло, Норвешка                |
| у дворани    |              |                  |                               |
| 1.500 м      | 4:07,98 НР   | 4. јул 1987.     | Зинделфинген, Западна Немачка |